# Halo: Cryptum
Halo: Cryptum è un romanzo di fantascienza scritto da Greg Bear e basato sulla saga di Halo, il primo della cosiddetta "saga dei Precursori". È uscito in italiano il 9 aprile 2011 ed è ambientato 100 000 anni prima della guerra tra umani e Covenant. Ha avuto due sequel, Halo: Primordium, uscito in italiano il 13 maggio 2012 e Halo: Silentium, in uscita nel 2013.